# Ivan Kričak
Ivan Kričak (in serbo Иван Кричак?; Belgrado, 19 luglio 1996) è un calciatore serbo, difensore dell'Öster.

## Carriera
La sua carriera inizia in patria. Dopo un paio di sporadiche apparizioni con il tra campionato e coppa nazionale con il Rad Belgrado, nel 2016 viene girato in prestito allo Žarkovo. Successivamente gioca per circa due anni nella seconda serie serba con la maglia del Sinđelić Belgrado e per circa due stagioni e mezzo nella massima serie serba con il Radnik Surdulica.
Il 13 marzo 2021 viene acquistato a titolo definitivo dalla squadra svedese del Mjällby, con cui gioca per due stagioni e mezzo in Allsvenskan. Il 31 agosto 2023 scende nel secondo livello del calcio svedese con il passaggio all'Öster.